# Broager
Broager (tyska: Broacker) är en tätort i Sønderborgs kommun i Region Syddanmark i Danmark. Tätorten har 3 241 invånare (2024). Den ligger på Jylland, cirka 8 kilometer sydväst om Sønderborg. Broager var centralort i Broagers kommun fram till kommunreformen 2007.